# کیروف، اوبلاست کالوگا
شهر کیروف، اوبلاست کالوگا (به روسی: Киров) در کشور روسیه و در اوبلاست کالوگا واقع شده‌است.